# Rod Milburn

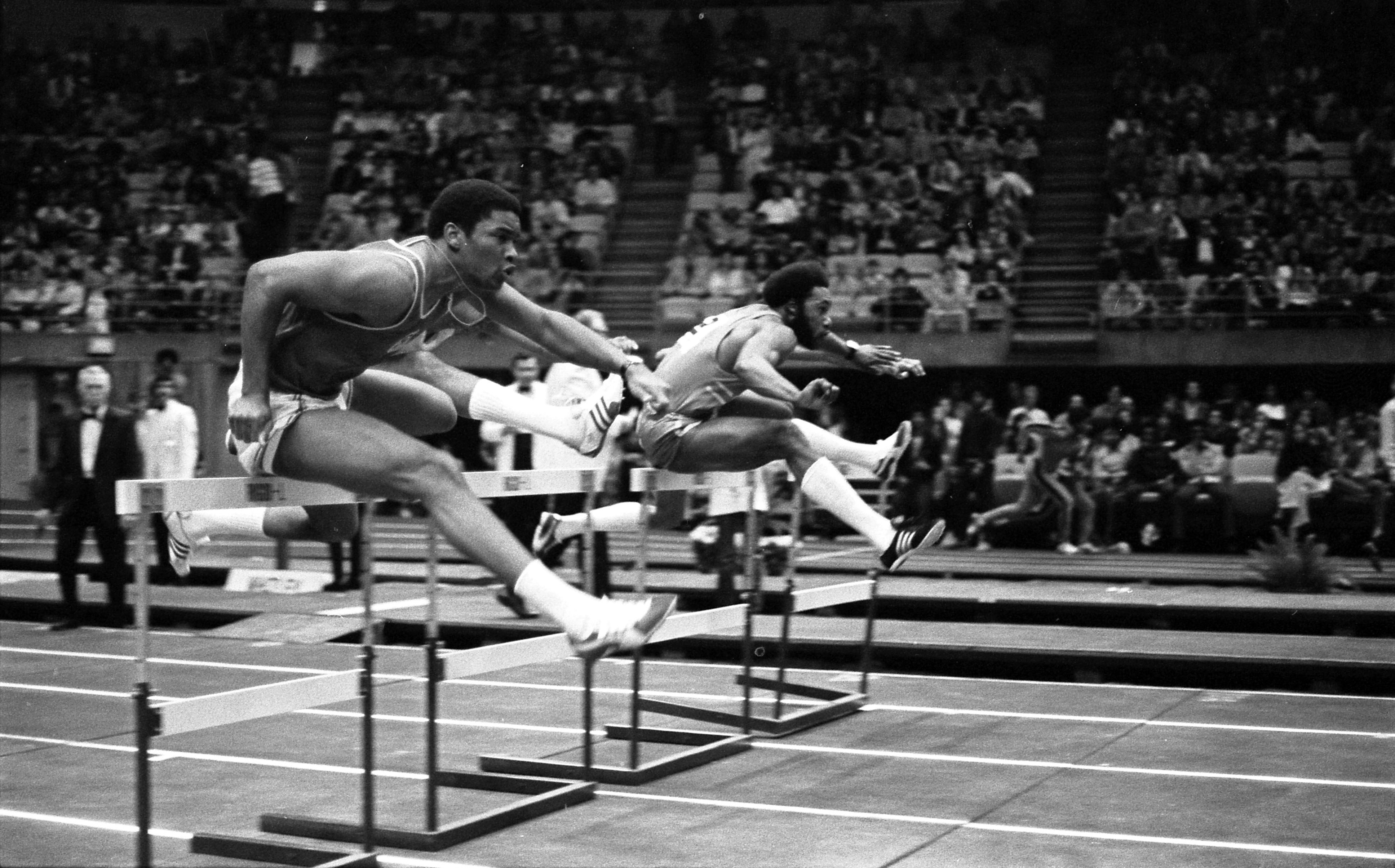
Rod Milburn (rechts, 1973)

Rod Milburn (eigentlich Rodney Milburn Jr.; * 18. März 1950 in Opelousas, Louisiana; † 11. November 1997 in Port Hudson, Louisiana) war ein US-amerikanischer Hürdenläufer, der auf der 110-Meter-Distanz 1972 Olympiasieger wurde. 
1971 stellte er mit 13,0 s einen Weltrekord über 120 Yards Hürden auf.
1972 kam er nur langsam in Form und konnte sich nur knapp für die Olympischen Spiele in München qualifizieren. Dort siegte er in der Weltrekordzeit von 13,24 s mit einer Hundertstelsekunde Vorsprung auf Guy Drut aus Frankreich. Da 1972 offiziell noch Handzeiten als Weltrekord geführt wurden, stellte Milburn mit seiner Zeit den Weltrekord von 13,2 s nur ein. Erst 1977 wurden die 13,24 s als erster Weltrekord mit elektronischer Zeitmessung anerkannt.
1973 stellte Milburn seinen Weltrekord über die Yard-Distanz ein, bevor er Anfang Juli mit 13,1 s in Zürich den Weltrekord auf der metrischen Distanz verbesserte. Damit war der Weltrekord von Martin Lauer nach vierzehn Jahren unterboten und zwar wie Lauers Rekord beim Weltklasse Zürich im Letzigrund. Diesen Weltrekord aus Zürich bestätigte Milburn kurz darauf in Siena.
1975 war er noch einmal Jahresweltbester, aber 1976 konnte er sich nicht für die Olympischen Spiele qualifizieren. Danach nahm er einige Jahre an einem Versuch teil, Profileichtathletik zu etablieren. 1980 ließ er sich reamateurisieren und nahm dann noch bis 1984 an Wettkämpfen teil.
Rod Milburn war 1,83 m groß und wog in seiner aktiven Zeit 79 kg. 1997 starb er mit 47 Jahren an Vergiftungen, die er sich bei der Arbeit in einer Papierfabrik zugezogen hatte.